# Adolf Buchleiter

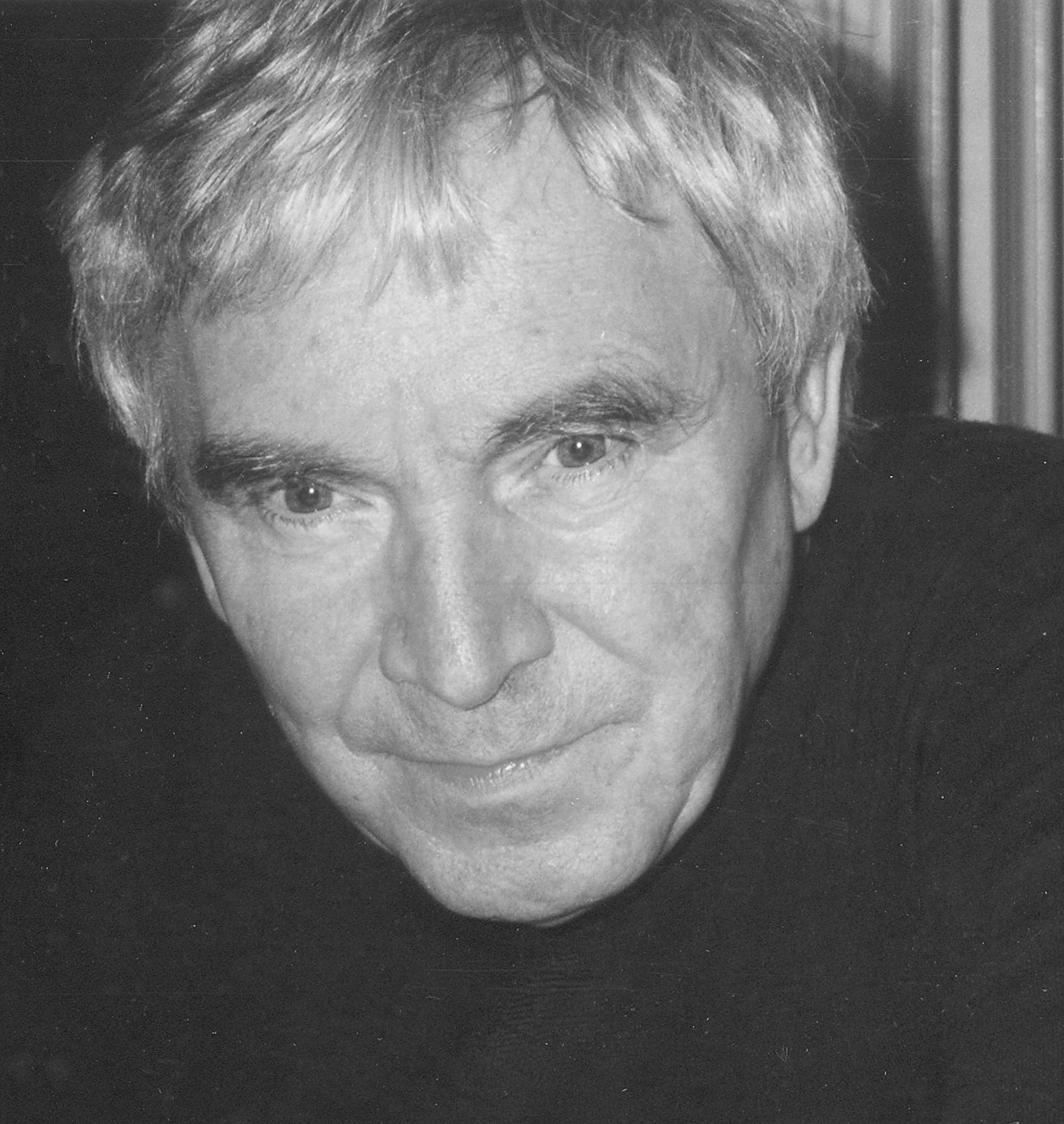
Adolf Buchleiter, 1999

Adolf Buchleiter (* 11. Dezember 1929 in Heidelberg; † 3. März 2000 in Kassel) war ein deutscher Künstler, Zeichner, Maler, Bildhauer und Jazzmusiker. Er war von 1971 bis 1992 Professor an der Gesamthochschule Universität Kassel, Fachbereich Kunst und lehrte Gestaltlehre. Bekannt wurde er durch seine Monumentalzeichnungen zu Dante Alighieris „Göttlicher Komödie“.

## Leben

### Kindheit und Ausbildung
Adolf und sein Zwillingsbruder Wolfgang waren musikalisch und besuchten früh das Konservatorium der Musik in Heidelberg. Von 1940 bis 1945 waren sie Schüler am Realgymnasium in Heidelberg. Kurz vor Ende des Zweiten Weltkriegs wurden sie mit anderen 15- und 16-jährigen Jungen in den Volkssturm rekrutiert. In diesen Wochen sah A. Buchleiter viel Schreckliches. Diese traumatischen Eindrücke flossen später in sein Œuvre ein. Den Unterricht am Gymnasium nahm er nach Kriegsende nicht wieder auf. Von 1946 bis 1951 lernte er Gold- und Silberschmied in Heidelberg. Parallel spielten beide Zwillingsbrüder von 1947 bis 1951 als Jazzmusiker in verschiedenen Heidelberger Bands und in amerikanischen Clubs.

### Studium und Lehrtätigkeit
Buchleiter zog um nach Pforzheim, wo er von 1951 bis 1955 an der Kunst- und Werkschule Pforzheim studierte. Nach dem Studium trat er dort eine Assistentenstelle bei Carl Heinz Wienert (1923–1963) an und hatte von 1958 bis 1961 einen Lehrauftrag für Zeichnen und Malen. 1961 wurde Buchleiter Dozent für Gestaltlehre an der Staatl. Werkkunstschule Kassel, später an der Hochschule für Bildende Künste, Kassel.
1971 erhielt er eine Berufung zum ordentlichen Professor an der Gesamthochschule Universität Kassel, Fachbereich Kunst. 1992 trat Adolf Buchleiter nach 37 Jahren Lehrtätigkeit offiziell in den Ruhestand.

### Künstlerisches Schaffen
Mitte der 1990er Jahre las er Dante Alighieris „Göttliche Komödie“, die bei ihm geradezu eine Initialzündung auslöste. Das Werk hatte ihn so fasziniert, dass er sich diesem bis zu seinem Tod intensiv widmete und selbst über 100 Arbeiten zu diesem Epos schuf.
Für seine letzte große Ausstellung „Zwischen göttlicher und menschlicher Komödie“ zum Jahrtausendwechsel 1999/2000 im Kasseler Kunstverein und anschließend im Reuchlinhaus in Pforzheim zeigte Buchleiter erstmals große Teile seines Opus magnum.

### Privates
Er heiratete 1963 Hannelore Miosga in Kassel und wurde Vater von drei Kindern. Anfang der 1970er Jahre kam es zur Trennung. Die letzten 18 Jahre seines Lebens lebte er zurückgezogen in Kassel und Kaufungen mit Renate Rothkegel zusammen, die sein Œuvre bis heute betreut.
Nach Ende seiner Millenniums-Ausstellung starb Buchleiter am 3. März 2000 im Alter von 70 Jahren in Folge eines Unfalls in Kassel.

## Werk

### Design
Künstler waren in den 1950er/1960er Jahren gefragte Gestalter für Auftragsarbeiten in der Architektur und in der Industrie. Buchleiters wichtigste Auftragsarbeit ist die 1960 gestaltete Fassade mit Metallreliefs am Reuchlinhaus/Schmuckmuseum in Pforzheim. „Der damals als provokativ empfundene Bauschmuck sorgte als Vorbote der Popkultur für erhebliches Aufsehen.“

### Umzug nach Kassel
Mit dem Umzug nach Kassel 1961 begann er eine neue künstlerische Phase, ein Suchen nach eigenem Stil, eigener Formsprache, frei von Vorbildern. Keine Malerei an der Staffelei, stattdessen viele Arbeiten auf/mit Papier, viel Experimentieren mit diversen Mischtechniken und Materialien. Seine Lehre – umfassend wie sie war – spiegelte sich in seinem eigenen künstlerischen Tun wider.

### Homo ludens
Buchleiter lebte als ein „homo ludens“ der Ästhetik. Pedro Warnke, ein Freund Buchleiters, erinnert in einem Gespräch mit ihm, dass „das Spielfeld der Kunst dem eines Fussballplatzes gleicht … So wie der Sportplatz deutlich begrenzt und in Spielzonen aufgeteilt ist, wo Spielregeln dann eine Spielentwicklung ermöglichen, so müsse auch immer erkennbar sein, in welch einem Raum oder auf welch einer Fläche ein künstlerisches Spiel betrieben werde. Nur in diesem Sinne könne man auch selbst Spielregeln entwickeln und bestimmen und sich dann im Spiel frei bewegen. Die einfachsten Regeln des Lebens seien auch Grundlagen für die bildnerische Ästhetik. Ihre Genesis müsse eine in der Form erkennbare Logik besitzen. Und je einfacher sich die Form ergebe, um so größer sei die schöpferische Überraschung, die gestalterisch kreative Faszination“.

### Opus magnum
In den 1980er und 1990er Jahren schuf Buchleiter sein Opus magnum: Zum einen seine kinetischen Objekte (siehe Abb. bei Fußnoten 3 und 4) aus Buchenholzrundstäben: Das Pendelwerk – die stillen Maschinen, 1976–1995, Das Karussell der Kreisel 1978–1999 und Die Vogelmaschine 1999 sowie seine Monumentalzeichnungen.
1992, nach Beendigung der Lehrtätigkeit, konzentrierte Buchleiter seine Arbeit auf äußerst zeitintensive Großformate. Er befasste sich philosophisch und gestalterisch mit dem Phänomen der Zeit(losigkeit) sowie der Wiederholung. Es entstanden Zeichnungen von fünf Quadratmeter Größe, an denen er 6–8 Monate obsessiv arbeitete.
„Genau 700 Jahre nach dem Anno Santo 1300, das Schlüsseljahr für Dantes Göttliche Komödie, bekommen wir in Kassel zum Jahrtausendwechsel die kongenialen Bilder zu diesem gewaltigen Epos zu sehen. Auf gewaltigen Formaten, die die üblichen Dimensionen von Zeichnungen weit hinter sich lassen, bevölkert Buchleiter die trichterförmige Hölle mit ihrem Bestiarium und dem vielhundertfachköpfigen Personal der Sünder. Im krassen Gegensatz zu den Meter-Maßen steht die kleinmaßstäbliche Technik, mit der Buchleiter die Fläche bedeckt. Mit diesem Klein-Klein der Striche und Kritzel bedarf es mehr als Stunden, Tage, Wochen die Bögen zu füllen. Da sind schon Monate, Jahre gar angesagt. Buchleiters Kunst hat einen langen Atem, einen epischen eben“.

## Ausstellungen: (Auswahl)
- 1959, 1961, 1962 „Gruppe 59“, Kunstverein Pforzheim.
- 1960 Deutscher Kunstpreis der Jugend, Kunsthalle Mannheim sowie 1963 Kunsthalle Baden-Baden und Städt. Galerie Bochum.
- 1964 Die Kunst der Schrift, Staatl. Kunsthalle Baden-Baden.
- 1966 7 Jovenes Alemanes, Museo de Bellas Artes de Caracas.
- 1967 Artistas Alemanes, Centro de Artes Visuales, Buenos Aires.
- 1974 Projekt mit Studenten „Drachen und anderes Fliegzeug“, Initiative-GG e.V., Groß-Gerau, danach 1976 Flughafen Rhein-Main Frankfurt, 1977 Kunstverein Kassel und 1977 Kunsthalle Recklinghausen, unter dem Titel „Fliegen ein Traum“.
- 1995 „Ich habe zwar seit gestern nicht mehr gezeichnet“, Einzelausstellung, Initiative GG-1973 e.V., Stadtmuseum Groß-Gerau.
- 1999 „…und kommen mit so ungewöhnlicher Gestalt“, Einzelausstellung Galerie Monika Hoffmann, Paderborn
- 1999–2000 „Zwischen göttlicher und menschlicher Komödie“, Einzelausstellung, Kasseler Kunstverein, danach Kunst- und Kunstgewerbeverein und Kulturamt Pforzheim.
- 2001 „Die gezeichnete Stadt“, Einzelausstellung, Galerie am Ratswall, Bitterfeld.
- 2001–2002 „Zeichnungen der 60er Jahre“, Einzelausstellung, Initiative GG-1973 e.V., Stadtmuseum Groß-Gerau.
- 2004–2005 „Ost-Westlicher Ikaros“, Winckelmann-Museum Stendal, Schloßmuseum Gotha, Cubus Kunsthalle Duisburg.
- 2005 „Bilder zwischen Zeiten“, Einzelausstellung, Galerie Rothe, Frankfurt am Main.
- 2009 „In der Zeit der unbegreiflichen Geschehnisse“, Einzelausstellung, Zeichnungen zu Dantes Göttlicher Komödie, Pforzheim Galerie, Pforzheim.
- 2015 Das Paradies ist eine Polonaise. Adolf Buchleiters „Göttliche Komödie“, Einzelausstellung anlässlich des Erlanger Poetenfestes, Universitätsbibl. Erlangen.